# Archipel Satsunan
L'archipel Satsunan (薩南諸島, Satsunan shotō) ou îles Satsunan  est un groupe d'îles de la mer de Chine orientale situé au sud-ouest du Japon, entre Kyūshū et Okinawa Hontō. Il fait partie de l'archipel Nansei avec l'archipel Ryūkyū, formé le long de la fosse de Ryukyu à la rencontre de la plaque d'Okinawa et de la plaque philippine.  Certaines îles ont leur façade orientale bordée par la mer des Philippines.

## Géographie
Satsunan est composé de trois groupes d'îles habitées, du nord au sud :
- l'archipel Ōsumi avec Tanega-shima, Mage-shima, Yaku-shima, Kuchino-erabu-jima, Take-shima, Iō-jima et Kuro-shima ;
- les îles Tokara avec Kuchino-shima, Nakano-shima, Suwanose-jima, Taira-jima, Akuseki-jima, Kotakara-jima et Takara-jima ;
- les îles Amami avec Amami Ō-shima, Kakeroma-jima, Yoro-shima, Uke-shima, Kikai-shima, Tokuno-shima, Okino-erabu-jima et Yoron-jima.

## Administration
L'archipel fait partie de la préfecture de Kagoshima, et forme :
- la sous-préfecture de Kumage (熊毛支庁, Kumage-shichō?) avec la ville de Nishinoomote et le district de Kumage sur l'archipel Ōsumi : 45 000 habitants en 2010 ;
- le district de Kagoshima sur l'archipel Ōsumi et les îles Tokara : 1 000 habitants ;
- la sous-préfecture d'Ōshima (大島支庁, Ōshima shichō?) avec la ville d'Amami et le district d'Ōshima sur les îles Amami : 118 000 habitants.

## Culture
L'archipel Satsunan, à l'exception des îles Amami, est pendant la majeure partie de l'histoire du Japon dans l'ère culturelle de celui-ci.
L'archipel Ōsumi, en particulier Tanega-shima, est l'endroit où Fernão Mendes Pinto arriva au Japon en 1543. Les Portugais y négociaient des armes à feu, en particulier des arquebuses.
Les îles Amami appartenaient au royaume de Ryūkyū jusqu'en 1624, date à laquelle elles furent annexées par la famille Shimazu de la province de Satsuma. On y parle encore diverses langues ryūkyū.
On trouve sur ces îles plusieurs espèces endémiques telles que le poney de Tokara ou le lapin des îles Amami.